# 노를란드

노를란드

노를란드(스웨덴어: Norrland)는 스웨덴 북부에 위치한 전통적인 지역이다. 스베알란드, 예탈란드와 함께 스웨덴을 형성하는 전통적인 지역 가운데 하나이며 9개 지방이 노를란드 지역에 속한다. 면적은 스웨덴 전체 면적의 59%를 차지할 정도로 스웨덴의 3개 지역 가운데 면적이 가장 큰 지역이지만 인구는 스웨덴 전체 인구의 12% 밖에 안 된다.

## 지방
- 예스트리클란드
- 메델파드
- 옹에르만란드
- 헬싱글란드
- 옘틀란드
- 헤리에달렌
- 베스테르보텐
- 노르보텐
- 라플란드

## 같이 보기
- 스베알란드
- 예탈란드